# Eryngium duriaei
Eryngium duriaei là một loài thực vật có hoa trong họ Hoa tán. Loài này được J.Gay ex Boiss. mô tả khoa học đầu tiên năm 1839.